# UTC−05:00
| Južni poletni/severni standardni čas Morska območja | Severni poletni/južni standardni čas Standardni čas vse leto |

UTC−05:00 je časovni pas z zamikom −5 ur glede na univerzalni koordinirani čas (UTC). Ta čas se uporablja na naslednjih ozemljih (stanje v začetku leta 2016):

## Kot standardni čas (vse leto)

### Severna Amerika
- Kanada
  - otok Southampton
- Mehika - skrajni jugovzhod
  - Quintana Roo

### Karibi
- Jamajka
- Združeno kraljestvo:
  -  Kajmanji otoki

### Srednja in Južna Amerika
- Brazilija
  - zvezna država Acre in jugozahod zvezne države Amazonas
- Čile
  - Velikonočni otok
- Ekvador (brez Galapaških otokov)
- Kolumbija
- Panama
- Peru

## Kot standardni čas (samo pozimi na severni polobli)

### Severna Amerika
- Kanada:
  - Nunavut (vzhodni del), Ontario (večina ozemlja) in Québec (večina ozemlja)
- Združene države Amerike
  - Celotno ozemlje zveznih držav Connecticut, Delaware, Georgia, Južna Karolina, Maine, Maryland, Massachusetts, New Hampshire, New Jersey, New York, Severna Karolina, Ohio, Pensilvanija, Rhode Island, Vermont, Virginija, Zahodna Virginija in Zvezno okrožje Kolumbija
  - Večina ozemlja zveznih držav Florida, Indiana in Michigan
  - Vzhodni deli Kentuckyja in Tennesseeja
  - Neuradno nekaj občin na skrajnem vzhodu Alabame

### Karibi
- Bahami
- Kuba
- Haiti
- Združeno kraljestvo:
  - Otoki Turks in Caicos

## Kot poletni čas (severna polobla)

### Severna Amerika
- Kanada
  - Manitoba, Nunavut (osrednji del), Ontario (zahodni del)
- Mehika (večina države)
- Združene države Amerike
  - Celotno ozemlje zveznih držav Alabama, Arkansas, Illinois, Iowa, Louisiana, Minnesota, Mississippi, Misuri, Oklahoma in Wisconsin
  - Zahodni deli Floride, Indiane, Kentuckyja in Michigana